# Växjö universitet
Den här artikeln handlar om det tidigare universitetet med namnet Växjö universitet. För nuvarande verksamhet i Växjö, se Linnéuniversitetet.
Växjö universitet var ett statligt svenskt universitet. Det grundades 1977 som Högskolan i Växjö, efter att 1967 ha startats som en filial till Lunds universitet. Högskolan fick status som universitet 1999. Växjö universitet slogs 1 januari 2010 samman med Högskolan i Kalmar och bildade Linnéuniversitetet.
Växjö universitet var vid den tidpunkten det lärosäte i Småland som hade flest studenter. Utmärkande för Växjö universitet är det samlade campus där lärosalar, institutioner, universitetsbibliotek, idrottshall, restauranger, kaféer, pubar och andra mötesplatser finns inom gångavstånd. På campus finns även cirka 3 700 studentlägenheter.

## Historik
Växjö är en traditionsrik skol- och utbildningsstad. Katedralskolan, där bland andra Carl von Linné fick sin grundutbildning, har anor från 1600-talet. Biskop Nicolaus Krokius arbetade i många år för att Växjö skulle få ett eget universitet, men de styrande i drottning Kristinas förmyndarregering tyckte detta var onödigt och gav istället Växjö tillåtelse att bygga en av de sex planerade gymnasieskolorna i landet. Dock grundades universitetet i Lund bara 25 år senare, år 1666. Ett av Nicolaus Krokius starkaste argument att förlägga ett universitet till Växjö var, förutom det stora elevantalet i staden med omnejd, att studenterna helst inte skulle resa för att studera hos danskarna i Köpenhamn.
Växjö fick först över tre århundrade senare sitt lärosäte för akademisk utbildning 1967, först som filial till Lunds universitet, sedan som självständig högskola 1977, och slutligen med egen universitetsstatus 1999.
Universitetet gick 1 januari 2010 samman med Högskolan i Kalmar och bildade det nya Linnéuniversitetet.

## Internationell prägel
Växjö universitet hade studentutbyte med universitet i ett 40-tal länder. Årligen tog universitetet emot cirka 700 utländska studenter, samtidigt som ungefär 300 studenter från Växjö universitet åkte utomlands för att studera. Ett väletablerat "faddersystem" var uppbyggt genom studentkåren, som gick ut på att studenter vid Växjö universitet tilldelades en utbytesstudent som de skulle hjälpa att komma i ordning i Växjö.
Vid universitetet fanns även föreningen Växjö International Students, som byggde på att hjälpa integrationsprocessen för de internationella studenterna genom exempelvis evenemang och resor.

## Grundutbildning
Grundutbildningen omfattade 63 utbildningsprogram och påbyggnadsutbildningar med över 1 200 kurser i mer än 50 ämnen. Magisterexamen gavs i fler än 20 olika ämnen.
De flesta studenter vid Växjö universitet gick utbildningsprogram, men många valde också ämnesstudier och läste fristående kurser. Över 3 000 av studenterna var registrerade på alternativa utbildningsformer som distansutbildning, kvällskurser och veckoslutskurser.

## Forskning
Forskningen vid Växjö universitet spände över humaniora, samhällsvetenskap och teknik och innehöll en rad väletablerade forskningsområden, som arbetsmarknadspolitik, entreprenörskap, historia, matematisk modellering, migration, statsvetenskap samt skogs-, trä-, och bioenergiteknik. Forskarutbildning fanns i 20 ämnen med cirka 250 forskarstuderande.

## Fakulteter och institutioner
Vid universitetet fanns två fakulteter:
Fakulteten för humaniora och samhällsvetenskap och fakulteten för matematik/naturvetenskap/teknik.
Under någon av dem lydde följande institutioner:
Ekonomihögskolan, Institutionen för pedagogik,
Institutionen för samhällsvetenskap, Institutionen för humaniora,
Institutionen för vårdvetenskap och socialt arbete, Matematiska och systemtekniska institutionen och
Institutionen för teknik och design.
Övriga utbildningar som inte lydde under någon specifik institution var polisutbildningen, lärarutbildningen och rektorsutbildningen.

## Rektorer
- Hans Wieslander, samordnare universitetsfilialen 1970 - 1977, rektor Växjö högskola 1977 - juli 1994
- Bengt Abrahamsson, september 1994 - juni 1999
- Magnus Söderström, september 1999 – juni 2003
- Johan Sterte, september 2003 – augusti 2009
- Lena Fritzén, vikarierande rektor, september 2009 – december 2009

## Alumni
Tidigare studenter vid Växjö universitet och dess föregångare såsom Folkskollärarseminariet i Växjö, Universitetsfilialen i Växjö, Högskolan i Växjö och Lärarhögskolan i Växjö, är bland andra:
- Staffan Bjerstedt, svensk journalist, revy- och TV-författare
- Pascale Bruderer, schweizisk politiker, president i schweiziska överhuset (Nationalratspräsidentin)
- Anna Carrfors-Bråkenhielm, svensk företagsledare
- Tomas Eneroth, svensk politiker, riksdagsledamot
- Eskil Erlandsson, svensk politiker, jordbruksminister
- Bengt-Urban Fransson, svensk politiker
- Thomas Holden, svensk dramatiker
- Johan Hultberg, svensk politiker, riksdagsledamot
- Lars-Johan Jarnheimer, svensk företagsledare
- Robert Johansson-Dahr, svensk folkskolinspektör och politiker
- Carolina Klüft, svensk friidrottare
- Maria Larsson, svensk politiker, folkhälsominister
- Ellinor Scheffer, svensk politiker, f.d. språkrör för Grön Ungdom
- Fredrik Segerfeldt, svensk idéproducent
- Jonas Sjölander, svensk historiker
- Alfred Smedberg, svensk författare
- Åsa Westlund, svensk politiker, europaparlamentariker

## Hedersdoktorer
Hedersdoktorer vid Växjö universitet är bland andra:
- Ingvar Kamprad, svensk affärsman och grundare av Ikea
- Bertil Vallien, svensk skulptör och glaskonstnär
- Margareta Strömstedt, svensk författare
- Siglind Bruhn, tysk filosofie doktor
- Rune Brandinger, svensk direktör, tidigare VD för Södra Skogsägarna